# Réunions Creools
Réunions Creools is een creoolse taal die wordt gesproken in het Frans overzees departement Réunion. De sprekers noemen hun eigen taal Kréol Réyoné. De taal is ontstaan in de beginperiode van de bevolking van het eiland door Fransen. De taal begon oorspronkelijk als Frans met invloeden van andere talen (Malagassisch, Hindi, Portugees, Gujarati en Tamil). 90% van de bevolking spreekt Réunions Creools. In 1987 waren er in de wereld 600.500 sprekers van deze taal. 555.000 sprekers leefden toen op het eiland.
Recent hebben vele groepen zich sterk gemaakt voor een standaardspelling van de taal, maar de groepen zijn het er nog niet over eens welke de standaard moet worden. Dit komt onder andere door het missen van een officiële uitspraakvorm en het feit dat de taal nauwelijks geschreven en niet op scholen onderwezen wordt. Het is vooral een spreektaal. 